# 광과민증
광과민증(光過敏性)이란 망막을 통해 들어오는 시신경세포가 정상인보다 적거나 미성숙해 눈으로 들어온 정보를 뇌에 제대로 전달하지 못하는 질환으로,  얼렌 증후군(Irlen syndrome)이라고도 한다.

## 주요 증상
- 특정한 파장의 빛을 감지하지 못해 시신경에 과부하가 걸린다.
- 눈의 피로, 주의력 결핍, 글자의 왜곡현상, 눈부심, 두통, 혼란 어지럼증
- 앞에 있는 글씨나 물건이 흐리게 보이고, 글씨는 괄호형으로 퍼져 보이거나 여러 개로 겹쳐 보이기도 한다.
- 글을 제대로 읽지 못하는 난독증(難讀症)도 이의 일종이다.

## 발견
광과민성증후군을 처음 발견하고 치료기술을 개발한 사람은 미국의 교육심리학자 얼렌(Helen L.Irlen)으로 '얼렌 증후군'이라고도 한다. 얼렌은 1980년대 정부로부터 학습장애아에 대한 연구 의뢰를 받아 조사하던 중 환자들의 시지각에 문제가 있다는 사실을 찾아냈다. 그리고 일정한 파장의 빛을 파단해 줌으로써 시신경의 과부하를 줄여주는 치료법을 개발하게 됐다.

## 참고
광과민성증후군

## 같이 보기
- 얼렌 증후군
- 햇빛 알레르기
- 난독증
- 안정 피로
- 눈부심
- 식물광선피부염